# 济川镇
济川镇，原为济川乡，是中华人民共和国四川省南充市营山县曾经下辖的一个镇。2019年10月，撤销济川镇，将其所属行政区域划归东升镇管辖。

## 行政区划
济川镇撤销前下辖以下地区：
黄桷村、石庙村、东林村、川祖村、六合村、踏水村、青庙村、济川村、合兴村、道坪村、陡嘴村、尖山村、金凤村、东岳村和向坝村。